# Улмету (Димбовіца)
Улмету (рум. Ulmetu) — село у повіті Димбовіца в Румунії. Входить до складу комуни Вирфурі.
Село розташоване на відстані 87 км на північний захід від Бухареста, 18 км на північ від Тирговіште, 63 км на південь від Брашова.

## Населення
За даними перепису населення 2002 року у селі проживали 292 особи, усі — румуни. Усі жителі села рідною мовою назвали румунську.